# Leucatomis bisacutum
Leucatomis bisacutum là một loài bướm đêm trong họ Noctuidae.